# 窒化アルミニウム
窒化アルミニウム（ちっかアルミニウム, aluminum nitride, AlN）はアルミニウムの窒化物であり、無色透明のセラミックスである。アルミナイトライドともいう。

## 物理的性質
結晶構造はウルツ鉱構造（六方晶系）と閃亜鉛鉱構造（立方晶系）の2種類を取りうるが、前者がエネルギー的に安定である。ウルツ鉱構造の格子定数は、a軸が約 3.11 Å、c軸が約 4.98 Å である。
バンドギャップは約 6.3 eV と非常に大きく、絶縁体である。そのため窒化ガリウムを発光デバイスとして用いる際の障壁層として用いられる。

## 化学的性質
化学的には非常に安定した物質であり、一般的な酸（塩酸、硫酸、硝酸など）や塩基には溶けない。しかし、粉末状態の窒化アルミニウムは空気中の水と容易に反応して、
{\displaystyle {\ce {AlN + 3 H2O -> Al(OH)3 + NH3}}}
という反応を起こす。従って粉末は乾燥空気または高純度窒素ガス中で保管する必要がある。
アルミニウムは地金を新造する際に「電気の缶詰」といわれるほど多量の電気を消費するが、再生する場合には新造時の約 3% のエネルギーしか要さないためリサイクルの優等生と言われる。しかし、実際には融解時に空気中の窒素と反応して窒化アルミニウムとして一部が失われる。
{\displaystyle {\ce {2 Al + N2 -> 2 AlN}}}
この窒化物は融解時にるつぼの表面に浮かぶのでスカムとして捨てられるが、上記のように空気中の水分と徐々に反応してアンモニアを生じ、結晶性物質が残る。

## 用途
セラミックの中では熱伝導率が高く電気絶縁性が高いため、ヒートシンク部材として使われる。圧電素子やSAWフィルタや深紫外発光ダイオードの材料としても有望で開発が進められる。羽鳥雅一氏らのチームによって半導体基板として実用化された。